# Kevin Drumm
Pour l’article homonyme, voir Paul Drumm.
Kevin Drumm est un musicien basé à Chicago, aux États-Unis, né en 1970.

## Biographie
Il commence par se faire connaitre par le biais de la guitare préparée dans les années 1990 en jouant dans la scènes des musiques improvisées. À cette époque il réalise plusieurs disques avec le guitariste japonais Taku Sugimoto. Dans les années 2000 il se diversifie en incorporant la composition par ordinateur et l'utilisation de synthétiseur modulaire. Ses productions deviennent alors plus lourdes, plus noires, proches de la drone, de la noise et de l'électro-acoustique. Son album Sheer Hellish Miasma sorti sur le label Mego en 2002 est représentatif de cette évolution. Vers la fin des années 2000 Drumm produit des albums entre la musique ambiante et la drone pure. Le double album Imperial Distorsion sortit en 2008 sur le label Hospital Productions en est un parfait exemple. Drumm sort depuis les années 2010 la majeure partie de ses disques lui-même dans des éditions très limitées sur CDr ou cassette.
Drumm n'a jamais privilégié un style musical durant sa carrière et a sorti des disques ou collaboré en live aussi bien avec des artistes de la scène des musiques improvisées et électro-acoustique (Taku Sugimoto, Martin Tétreault, Axel Dörner, Lucio Capece Radu Malfatti, Jérôme Noetinger, Thomas Ankersmit), de la noise ou de l'industriel (Prurient, Daniel Menche, John Wiese), du Free jazz au sein du groupe Territory Band de Ken Vandermark, ou bien encore avec des artistes comme Mika Vainio, Jim O'Rourke ou Jason Lescalleett.

## Discographie (partielle)

### Parutions
| - 1997 : Kevin Drumm (CD) - Perdition Plastics - 1998 : Folie Á Deux avec Taku Sugimoto - BOXmedia - 1998 : Duo avec Taku Sugimoto (CD) - Meme - 1999 : Second (CD) - Perdition Plastics - 1999 : split avec Brent Gutzeit (cassette) - Field Recordings - 2000 : Comedy (CD) - Moikai - 2000 : Den avec Taku Sugimoto (CD) - Sonoris - 2000 : Particles and Smears avec Martin Tétreault (CD) - Erstwhile Records - 2000 : 6 Standing Desert / Hasn't (1-5) avec Bhob Rainey Split (12") - Fringes - 2000 : Cases avec Ralf Wehowsky (CD) - Selektion - 2001 : KD (Cassette) - Freedom From - 2001 : Kevin Drumm / Pita Split (12") - BOXmedia - 2001 : Triangles avec Leif Elggren (LP/CD) - Moikai - 2001 : Untitled (Erstwhile 015) avec Axel Dörner (CD) - Erstwhile Records - 2002 : I Drink Your Skin avec Aaron Dilloway (Cassette) - Hanson Records - 2002 : Sheer Hellish Miasma (CD) - Mego - 2002 : DEG avec Leif Elggren et Mats Gustafsson (LP) - Firework Edition Records - 2002 : Frozen by Blizzard Winds avec Lasse Marhaug (CD) - Smalltown Supersound - 2003 : Land of Lurches (LP/CD) - Hanson Records - 2003 : Eruption avec Fred Lonberg-Holm et Weasel Walter (CD) - Grob - 2003 : Out Trios Volume Two avec Jeff Parker et Michael Zerang (CD) - Atavistic Records - 2003 : Mort Aux Vaches avec Dan Burke (CD) - Staalplaat - 2004 : Impish Tyrant (Cassette) - Spite - 2005 : Horror of Birth (Cassette) - Chondritic Sound - 2005 : Kevin Drumm / 2673 Split (LP) - Kitty Play Records - 2007 : Sheer Hellish Miasma réédition (CD) - Editions Mego - 2007 : All Are Guests in the House of the Lord with Prurient - Hospital Productions - 2007 : Gauntlet avec Daniel Menche (CD) - Editions Mego - 2007 : Purge (Cassette) - iDEAL - 2008 : Snow (Cassette) - Hospital Productions - 2008 : Imperial Distortion (2CD) - Hospital Productions - 2008 : untiled (LP) - Dilemma Records - 2009 : Malaise (Cassette) - Hospital Productions - 2009 : Alku Tape (Cassette) - Alku - 2009 : Imperial Horizon (CD) - Hospital Productions - 2010 : Mud Keeps Lifting Me Higher avec Tom Smith (CDr) - Karl Schmidt Verlag - 2010 : Reconquer Sleep Or Disappear avec Tom Smith (CD) - Savage Land - 2010 : The Obstacles Of Romantic Exaggeration (2xCDr) - Karl Schmidt Verlag - 2010 : Necro Acoustic (5xCD) - Pica Disk - 2010 : Untitled avec John Wiese (LP) - Nihilist - 2010 : Blank (cassette) - Consumer Pile - 2010 : The Icy Echoer avec Michael Esposito (7") - Fragment Factory | - 2011 : I Have A Computer (3xCDr) - 2011 : Blue Before Blackface avec Tom Smith (5xCDr) - Karl Schmidt Verlag - 2011 : Don't Ask (CDr) - Consumer Pile - 2011 : Ghybbrish (2xCDr) - 2011 : Three Atrophies, One Plague-Bearer avec Tom Smith (CDr) - Karl Schmidt Verlag - 2011 : Kangol avec Tom Smith (CDr) - Karl Schmidt Verlag - 2011 : Wrestling avec Jérôme Noetinger et Robert Piotrowicz (7") - Bocian Records - 2012 : Dying Air (2xCassettes) - 2012 : Crowded (LP) - Bocian Records - 2012 : Moving (2xCassettes) - 2012 : Humid Weather (CDr) - réédition LP 2013 sur Bocian Records - 2012 : UGH (5xCassettes) - 2012 : Electronic Harassment II/III (CDr) - 2012 : Twinkle Toes (CDr) - 2012 : Kitchen (digital) - réédition 2013 sur Bocian Records - 2012 : Venexia avec Mika Vainio, Axel Dörner et Lucio Capece (LP) - Pan Records - 2012 : Blast Of Silence (3xCDr) - 2012 : More Answers (CDr) - 2012 : The Whole House (CDr) - 2012 : Single (Cassette) - 2012 : Electronic Harassment (CDr) - Cardinal Records - 2012 : The Back Room (CDr) - 2013 : Phantom Jerk (CDr) - 2013 : Tannenbaum (2xCD) - Hospital Productions - 2013 : Earrach (2xCDr) - 2013 : Quiet Nights (CDr) - 2013 : 1983 (CDr) - 2013 : Relief (12") - Editions Mego - 2013 : The Invisible Curse avec Jason Lescalleet (Digital) - Glistening Examples - 2013 : Front Room (Digital) - 2013 : Electronic Harassment 1 (Digital) - 2017 : Interference (Cassette) - Second Editions |

### Apparition sur
| - 1995 : Ken Vandermark Standards (CD) - Quinnah - 1995 : Tony Conrad Slapping Pythagoras (CD) - Table Of The Elements - 1996 : Gastr del Sol Our Exquisite Replica of Eternity dans le CD Upgrade & Afterlife - Drag City - 1996 : Taku Sugimoto Myshkin Musicu (For Electric Guitar) (CD) - Slub Music - 1998 : Loren Mazzacane-Connors and Alan Licht Hoffman Estates (CD) - Drag City - 1999 : Berlin 1, Graz 2, Wien 1, Berlin 3 dans l'album Charhizma 002. Dafeldecker/Kurzmann/Fennesz/O'Rourke/Drumm/Siewert (CD) - Charhizma - 2000 : Venusmond, Part I dans l'album de Burkhard Stangl / Oswald Egger Venusmond - Oper Als Topos (CD) - Quell Records - 2000 : Untitled 3 dans l'album de Fred Lonberg-Holm Site-Specific: Duets For Cello And Guitar (CD) - Explain: - 2002 : Territory Band-2 Atlas (CD) - OkkaDisk - 2002 : MIMEO et John Tilbury The Hands Of Caravaggio (CD) - Erstwhile Records - 2002 : #4 (Bottle) dans l'album de The Lightbox Orchestra First Contact! (CD) - Locust Music - 2002 : Guitar Too, For Four - The Massed Version dans l'album de Phill Niblock G2,44+/x2 (Cd) - Moikai - 2003 : Wels, Nickelsdorf 1, Nickelsdorf 2 dans l'album Charhizma 020. Dafeldecker/Kurzmann/Drumm/eRikm/dieb13/Noetinger (CD) - Charhizma | - 2003 : Untitled dans Untitled (CDr) - No label - 2003 : Flageolea dans l'album de Pluramon Dreams Top Rock (CD) - Karaoke Kalk - 2003 : Point Source dans l'abum de Arnold Dreyblatt Point Source / Lapse (LP) - Table Of The Elements - 2004 : Territory Band-3 Map Theory (2CD) - OkkaDisk - 2004 : Haunted House dans l'album de Andy Ortmann et Weasel Walter Contradiction (CD) - Breathmint - 2004 : Concentration Campaign dans l'album de Panicsville Perverse (CD) - Liquid Death / Hello Pussy Records - 2007 : TV Pow Ensemble - Composition 36b dans l’album de Brent Gutzeit Four Compositions (CDr) - Trust Lost - 2008 : Deep Water dans l'album de Sissy Spacek French Record (CD) - dualpLOVER - 2008 : Purple Trouble dans l'album de Sissy Spacek California Ax (4xCD) - Helicopter - 2010 : Don't Buy Bread, Buy Dynamite dans l'album de Lasse Marhaug All Music At Once (CD) - Smalltown Superjazzz - 2013 : Rob Mazurek, Exploding Star Orchestra avec Roscoe Mitchell Matter Anti-Matter (2xCD) - Rogueart |

### Morceaux
- 1997 : Brassy sur Scatter (CD) - Ash International
- 2000 : Three sur Prix Ars Electronica CyberArts 2000 (2xCD) - Ars Electronica Center
- 2000 : Untitled sur Variious (2xCD) - Intransitive Recordings
- 2001 : Feelin Hilarious on Or Some Computer Music (CD) - Or Records
- 2001 : Untitled sur Transmissions 003 (2xCD) - Transmissions
- 2002 : My Tree Bears No Nuts (Part 2) on All Tomorrow's Parties 1.1 (CD/2xLP) - ATP Recordings
- 2001 : Untitled sur X + Y = XY (CDr) - Alku
- 2004 : Untitled sur LDS Relationchips (CDr) - Entr'acte
- 2005 : Untitled sur ALKUjiggerypokeryMIX (MP3) - Alku